# Inondation du 7 juin 1904 de Mamers
L’inondation de Mamers du 7 juin 1904 est causée par un violent orage qui provoque une crue éclair de la Dive, un affluent de l'Orne saosnoise. Des torrents de boue ravagent la ville de Mamers et 17 victimes sont recensées,.
L'évènement fait les gros titres des journaux et provoque une certaine émotion dans la France entière.
Deux plaques marquent la hauteur de l'eau à la porte et à l'intérieur de l'église Notre-Dame.